# Свара
«Свара» (рос. Ссора) — радянський ляльковий фільм 1978 року Творчого об'єднання художньої мультиплікації студії Київнаукфільм, режисер — Валентина Костилєва. Мультфільм озвучено російською і українською мовами.

## Сюжет
Про зворушливу дружбу бегемота Топа і кота Тутті, які посварилися, але знайшли мужність пробачити один одного. Перший мультфільм серії.

## Над фільмом працювали:
- Жанна Вітензон (сценарист);
- Валентина Костилєва (режисер);
- М. Сапожников (у українській версії Н. Сапожніков) (художник-постановник);
- Олег Ківа (у українській версії О. Кива) (композитор);
- Тамара Федяніна (оператор);
- Ігор Погон (звукооператор);
- Жан Таран, Еленора Лисицька, Анатолій Трифонов (мультиплікатори);
- Анатолій Радченко, Вадим Гахун, В. Яковенко, Яків Горбаченко, М. Вакуленко, Є. Юмашев, О. Хапко, М. Малярж (у українській версії не вказаний) (художники);
- В. Нікітін, Н. Римар (асистенти);
- Світлана Куценко (редактор);
- Орест Драгаєв-Бойчук (директор фільму).

### Ролі озвучили:
- Зиновій Гердт;
- Євген Паперний;
- Георгій Кишко;
- Людмила Ігнатенко;
- Володимир Левченко.